# Hrabstwo Okmulgee

Piramida wieku mieszkańców hrabstwa Ottawa

Ottawa – hrabstwo w stanie Oklahoma w USA. Założone 1907 roku. Populacja liczy 39 685 mieszkańców (stan według spisu z 2000 roku).
Powierzchnia hrabstwa to 1818 km² (w tym 13 km² stanowią wody). Gęstość zaludnienia wynosi 22 osoby/km².
Nazwa hrabstwa pochodzi od słów w języku Krików znaczących gotująca woda.

## Miasta
- Beggs
- Dewar
- Grayson
- Henryetta
- Hoffman
- Liberty
- Morris
- Okmulgee
- Schulter
- Winchester